# Guillaume Desprez (imprimeur)
Pour les articles homonymes, voir Desprez.
Guillaume Desprez, né vers 1629 et mort le 4 juillet 1708 à Paris, est un imprimeur et un libraire français. Figurant parmi les principaux éditeurs jansénistes, il a notamment publié les Pensées de Blaise Pascal.

## Biographie

### Apprentissage
Les origines familiales du futur libraire-imprimeur demeurent mal connues. En revanche, sa formation se retrace facilement à l’aide des registres de la communauté parisienne des libraires-imprimeurs : apprentissage entre 1643 et 1648 chez Denis de La Nouë et Robert Bertault, réception comme libraire au sein de la communauté le 30 mars 1651, première installation rue Saint-Jacques en 1654.

### Imprimeur-libraire
De Blaise Pascal à Louis-Isaac Lemaistre de Sacy, Guillaume Desprez propose tous les « classiques » de la théologie et de la spiritualité jansénistes dans ses deux librairies : l’une rue Saint-Jacques, face aux Mathurins, à l’enseigne de Saint-Prosper, et l’autre au pied de la tour de Notre-Dame, du côté de l’archevêché, à l’enseigne des Trois vertus. Il publie notamment à partir de 1669 les Pensées de Blaise Pascal, dont il avait déjà édité en 1665, vraisemblablement sans l'accord de sa famille, le Traité du triangle arithmétique. Son catalogue s’étoffe à partir de 1673 du fonds de Charles Savreux, que Desprez rachète à la veuve de celui-ci, Marie du Flo.
Bien qu’il eût obtenu l’autorisation d’exercer l'activité d'imprimeur dès 1686, Desprez ne fut formellement « reçu » qu'en 1706. Auparavant, il ne disposait donc pas de presses et faisait imprimer les écrits jansénistes par ses collègues Denis Langlois, installé sur la Montagne Sainte-Geneviève à Paris, et Dumesnil, installé à Rouen, et en assurait la diffusion, le tout sous la protection de Nicolas Fouquet et de Robert III Ballard, syndic des libraires. En 1656-1657, Guillaume Desprez est l’un des diffuseurs officieux des Provinciales, dont le succès controversé ne fait qu’augmenter à la fois l’impatience du public et l’agacement des autorités. Le chancelier de France Pierre Séguier, excédé par ces menées, se décida à sévir. Le 8 juin 1657, un agent du commissaire Camuset se présenta à la boutique de Desprez et lui demande toute une liste de pièces nouvelles, que le libraire s’engagea à fournir dès le soir même. À onze heures du soir, la police arrêtait Desprez, perquisitionnait chez lui et saisissait ses papiers. Le curé de Saint-Eustache, Pierre Marlin, et d’autres amis réussissent à convaincre le lieutenant civil de ne pas condamner Desprez au fouet, mais de lui infliger seulement, par sentence du 12 octobre 1657, un bannissement de cinq ans hors du royaume. Sur sa promesse de ne pas faire appel, semble-t-il, Desprez est libéré. Aussitôt, il fait appel au Parlement, dont Fouquet est le procureur général et où Port-Royal compte, entre autres amis, le premier président Pomponne II de Bellièvre. Le Parlement annule la sentence du Châtelet contre Desprez.
Quelques années plus tard encore, Guillaume Desprez continuant à imprimer des libelles, il est envoyé en prison à la Bastille (15 juillet 1662), où il passe une année. Sa libération advient le 20 juin 1663 et il reprend boutique aussitôt.
Guillaume Desprez publie à partir de 1700 la traduction en français de la Bible la plus répandue au XVIIIe siècle, œuvre de Louis-Isaac Lemaistre de Sacy, dite « Bible de Sacy » ou « Bible de Port-Royal ».

### Famille et descendance
Guillaume Desprez épouse en 1673 Catherine Mangeant, avec qui il aura au moins six enfants. Son fils Guillaume II Desprez, reçu libraire le 23 novembre 1706 et imprimeur le 5 juillet 1708, prendra sa suite, avant de se démettre en 1743 en faveur de son propre fils Guillaume-Nicolas Desprez.

### Sources et bibliographie
- Henri-Jean Martin, Guillaume Desprez : libraire de Pascal et de Port-Royal, Extrait de Paris et Île-de-France. Mémoires (tome 2), 1950.
- Juliette Guilbaud, « À Paris, chez Guillaume Desprez... » : le livre janséniste et ses réseaux aux XVIIe et XVIIIe siècles, thèse de doctorat en Histoire du livre en Europe, 2005.